# Ministerio de Educación Nacional
Das Ministerio de Educación Nacional ist das kolumbianische Bildungsministerium, das für die Regulierung der Bildung in Kolumbien zuständig ist. Das Ministerium wurde 1886 geschaffen und hat seinen Sitz an der Calle 43 Nr. 57-14 im Centro Administrativo Nacional in Bogotá.

## Auftrag
Das Ministerium entwickelt Bildungspolitik, um Bildungsungleichheiten zu verringern und eine qualitativ hochwertige, inklusive Bildung sicherzustellen.

## Geschichte
Das Ministerium wurde durch das Gesetz Nr. 7 vom 25. August 1886 geschaffen. Es ersetzte die Secretaría de Instrucción Pública („Sekretariat für öffentliche Bildung“), das 1880 geschaffen wurde. Vor 1880 war die Secretaría del Exterior (Ministerio de Gobierno) („Außenministerium (Ministerium für Regierung)“) für Bildungsangelegenheiten zuständig.
Im Juni 1923 wurde der Name von Ministerio de Instrucción Pública („Ministerium für öffentliche Bildung“) in Ministerio de Instrucción y Salubridad Públicas („Ministerium für öffentliche Bildung und Gesundheit“) geändert. Unter der Präsidentschaft von Miguel Abadía Méndez und dem Minister für öffentliche Bildung und Gesundheit José Vicente Huertas wurde das Ministerium am 1. Januar 1928 gemäß dem Gesetz Nr. 56 vom 10. November 1927 in Ministerio de Educación Nacional umbenannt.